# Pannekoek (Curaçao)
Pannekoek – miejscowość (plaats) oraz osada (buurt) w dystrykcie Bandabou, w kraju autonomicznym Curaçao, należącym do Holandii, w Ameryce Południowej. 20 października 2023 r. liczyła 297 mieszkańców. Leży w północnej części wyspy.

## Osady
Jedna osada (buurt) wchodzi w skład miejscowości:
| Lp. | Nazwa     | Powierzchnia km² | Liczba mieszkańców |
| --- | --------- | ---------------- | ------------------ |
| 1.  | Pannekoek | 14,03            | 265                |